# Pep Palacios
José Palacios Manzano, (nacido el 22 de abril de 1963 en Barcelona, Cataluña) es un exjugador de baloncesto español. Con 1.92 de estatura, su puesto en la cancha era el de alero

## Trayectoria
- F. C. Barcelona. Categorías inferiores
- 1983-84 Hospitalet ATO
- 1984-87 Bàsquet Manresa
- 1987-88 FC Barcelona
- 1988-91 Caja de Ronda
- 1991-92 CB Hospitalet
- 1992-94 CB Montcada

## Palmarés
- 1987-88 ACB, Copa del Rey y Copa Príncipe de Asturias. FC Barcelona. Campeón.
- 1980. FC Barcelona. Torneo Junior de Hospitalet. MVP